# Семейная библиотека (журнал)
«Семе́йная Библіоте́ка» — галицко-русский ежемесячник, с 1856 двухнедельник. Журнал издавался во Львове в 1855—1856, по инициативе и под идейным руководством Якова Головацкого. Издателем и редактором был Северин Шехович, сотрудничали Богдан Дедицкий, Иван Головацкий, Антоний Петрушевич, Иван Раковский, Денис Зубрицкий и другие. Издавалась на язычии.
«Семейная библиотека» перепечатывала также материалы русских журналов, в том числе написанные по-русски повести Г. Квитки-Основьяненко «Несчастная Оксана» и «Божьи дети».